# Coimbra Group
Coimbra Group je asociace evropských univerzit, která sdružuje 41 univerzit z 23 evropských států. Některé členské univerzity patří mezi nejstarší a nejprestižnější v Evropě. Byla založena v roce 1985 a pojmenována podle jednoho za zakládajících členů, Univerzity v Coimbře, která se právě připravovala na oslavy sedmistého výročí svého vzniku. Organizace začala fungovat v roce 1987, kdy byla schválena její základní charta. Sídlí na rue d’Egmont v Bruselu a je zaregistrována u belgických úřadů jako nezisková organizace. Cílem skupiny je rozsáhlá mezinárodní vědecká spolupráce zahrnující výměnu studentů a pedagogů, součinnost v ovlivňování evropské vzdělávací politiky a rozvoj Evropské oblasti vysokoškolského vzdělávání.

## Členové
Belgie
- Katolická univerzita v Lovani (vyučuje se v nizozemštině)
- Katolická univerzita v Lovani (vyučuje se v francouzštině)

Česko
- Univerzita Karlova v Praze

Dánsko
- Univerzita v Aarhusu

Estonsko
- Univerzita v Tartu

Finsko
- Åbo Akademi
- Univerzita v Turku

Francie
- Univerzita v Montpellier
- Univerzita v Montpellier 3
- Univerzita v Poitiers

Irsko
- Univerzita v Galwayi
- Trinity College, Dublin

Itálie
- Univerzita v Bologni
- Univerzita v Padově
- Univerzita v Pavii
- Univerzita v Sieně

Litva
- Vilniuská univerzita

Maďarsko
- Univerzita Loránda Eötvöse

Německo
- Univerzita v Göttingenu
- Univerzita v Heidelbergu
- Kolínská univerzita
- Univerzita v Jeně
- Univerzita ve Würzburgu

Nizozemsko
- Univerzita v Groningenu
- Univerzita v Leidenu
- Univerzita v Utrechtu

Norsko
- Univerzita v Bergenu

Polsko
- Jagelonská univerzita v Krakově

Portugalsko
- Univerzita v Coimbře

Rumunsko
- Univerzita v Iași

Rakousko
- Univerzita Štýrský Hradec

Rusko
- Petrohradská státní univerzita

Španělsko
- Barcelonská univerzita
- Univerzita v Granadě
- Univerzita v Salamance

Švédsko
- Univerzita v Uppsale

Švýcarsko
- Ženevská univerzita

Turecko
- Istanbulská univerzita

Velká Británie
- University of Bristol
- Durhamská univerzita
- University of Edinburgh